# Rete filoviaria di Potsdam
La rete filoviaria di Potsdam fu in servizio dal 1949 al 1995 nei quartieri orientali della città tedesca (Babelsberg, Drewitz), integrando la rete tranviaria che serviva il centro cittadino.

## Storia
Il progetto di dotare Potsdam di una moderna rete filoviaria fu approvato nel 1941, ma a causa degli eventi bellici i lavori poterono iniziare solo nel 1947.
La prima linea, lunga 5,8 km, entrò in servizio il 1º ottobre 1949 sul seguente percorso:
- A Babelsberg (Goethestraße) - Karl-Liebknecht-Straße - Bahnhof Babelsberg - Bahnhof Drewitz - Drewitz-Ort

Il 23 giugno 1956 entrò in servizio la seconda linea, diramazione della prima:
- A Babelsberg (Goethestraße) - Karl-Liebknecht-Straße - Bahnhof Babelsberg - Bahnhof Drewitz - Drewitz-Ort
- B Babelsberg (Goethestraße) - Karl-Liebknecht-Straße - Bahnhof Babelsberg - Bahnhof Drewitz - Steinstraße

L'11 marzo 1957 fu attivato un nuovo capolinea per la linea B, da Babelsberg (Goethestraße) a Babelsberg-Nord, in forma di ampio cappio percorso in senso antiorario. Fra il 1957 e il 1958 operò anche una breve linea di rinforzo, detta C, fra le stazioni di Babelsberg e Drewitz.
Nella seconda metà degli anni sessanta si progettò un'espansione della rete verso il nuovo quartiere residenziale Waldstadt, ma la carenza di investimenti ne impedì la realizzazione. Al contrario, la rete subì il taglio della tratta Bahnhof Drewitz - Drewitz-Ort, a causa della costruzione del nuovo quartiere Am Stern, per servire il quale si costruì una nuova linea tranviaria. Pertanto dall'11 agosto 1971 la filovia A fu deviata al capolinea di Steinstraße, divenendo una linea di rinforzo della B.
- A Babelsberg (Goethestraße) - Karl-Liebknecht-Straße - Bahnhof Babelsberg - Bahnhof Drewitz - Steinstraße (solo nelle ore di punta)
- B Babelsberg-Nord - Karl-Liebknecht-Straße (ritorno per Babelsberg (Goethestraße)) - Bahnhof Babelsberg - Bahnhof Drewitz - Steinstraße

Nonostante la riduzione del servizio, ancora negli anni ottanta si pensava alla costruzione di nuove linee: vennero proposte anche connessioni con i comuni limitrofi (Caputh, Teltow), ma senza alcun risultato.
Dopo la riunificazione tedesca (1990) il servizio filoviario apparve segnato, a causa dell'obsolescenza del materiale e della prevista elettrificazione della Wetzlarer Bahn, che la filovia incrociava a livello nella stazione di Drewitz.
Il servizio filoviario cessò il 16 gennaio 1995, sostituito da linee di autobus.